# Мазепиана

Иван Мазепа. Графическая картина по мотивам думы И. С. Мазепы «Дума или пісня»

Мазепиа́на — серия графических картин заслуженного художника Украины, лауреата Национальной премии Украины имени Тараса Шевченко (недоступная ссылка) С. Г. Якутовича , посвященная гетману Украины Ивану Мазепе.

## Описание графических работ
Серия графических работ состоит из 5 циклов. Первый цикл работ нарисован на тему литературного произведения гетмана Мазепы укр. «Дума или пісня» («Дума или песня»), второй цикл работ нарисован по мотивам «Истории Карла XII» Вольтера, третий цикл нарисован по мотивам поэмы Байрона «Мазепа», четвёртый цикл нарисован по мотивам произведения Виктора Гюго «Мазепа» и пятый цикл по мотивам поэмы Александра Пушкина «Полтава».
За серию графических картин «Мазепиана» и другие работы Национальный университет выдвинул С. Г. Якутовича на присуждение Национальной премии Украины имени Тараса Шевченко (недоступная ссылка), которая была ему присуждена в 2004 году (недоступная ссылка).

## Выставки картин «Мазепианы»
Картины серии «Мазепианы» выставлялись в Галерее искусств НаУКМА и галерее Сергея Якутовича (Киев), Ивано-Франковском художественном музее  (недоступная ссылка), Львовском Дворце искусств  (недоступная ссылка), Полтавском художественном музее , Запорожской галерее искусств  (недоступная ссылка) и т. д.
По мнению искусствоведа из Тернополя Веры Стецько, Якутович «скрупулезно прорабатывает каждый сантиметр. Но он использует такое количество персонажей и предметов, так их сочетает, применяет такие метафоры, что с наскоку не то что весь проект не охватить — дай Бог с одним листом разобраться».
9 декабря 2005 года состоялась выставка картин серии «Мазепиана» в Париже в здании Украинского культурно-информационного центра.

## Каталог «Мазепианы»
В 2005 году в Чехии был выпущен каталог «Мазепиана», где были размещены картины этой серии. Каталог вышел на 4 языках: французском, английском, украинском и русском. 20 января 2006 года часть тиража этого каталога была передана в Фонд подарков Президента Украины. В церемонии передачи каталога приняли участие дипломаты, банкиры и народные депутаты Украины. (недоступная ссылка)